# Гавронський Олександр Йосипович
Олекса́ндр Йо́сипович Гавро́нський (нар. 23 червня 1888 — пом. 17 серпня 1958, Кишинів) — український та російський режисер театру і кіно, математик, філософ.

## Здобування майстерності
Навчався в Німеччині — у Марбурзькому та Швейцарії — Женевському університетах.
В 1915—1917 роках працював режисером Цюріхського та Женевського театрів.
Після 1917 року був режисером Незлобинського театру.
1924 року — відповідальний керівник студії ім. Шаляпіна Державного театру.
В кіно працює з 1924 року — Держкіно, Межрабпом-Русь, Держвоєнкіно, Белгоскіно.

## Гоніння
Влітку 1931 приїхав в УРСР з Ленінграда, на Київській кінофабриці «Українфільм» працює над фільмом «Кохання», одночасно викладає на художньому факультеті КДІКу. Виступав з програмою розвитку методів творчої ініціативи.
Був режисером Одеської кінофабрики ВУФКУ.
В розсекреченому вже за часів України документі з архіву СБУ зазначалося, що Олександр Довженко був в Україні центром, навколо якого гуртувалися творчі працівники, зокрема там були Олександр Ржешевський — режисер-сценарист, Гавронський — викладач кіноінституту, Микола Бажан, Дмитро Фальковський, Ольга Улицька, Такке. Сексот характризує їх як «правих попутників».
В газеті «Кінокадри» у статті «Ганьба зривачам марксо-ленінського виховання кадрів для кадрів!» критикували Гавронського та інших викладачів за… ігнорування гуртка діалектичного матеріалізму.
Подовжує роботу над фільмом «Кохання», до творчої роботи залучає студентів. 1933 року наказом директора фабрики мусить здати картину «Кохання». Проте він не тільки затримав вчасну здачу картини, а й не кається на «чистці».
В січні 1934 року заарештований, засуджений на 3 роки. В часі відбування покарання з нього зробили цапа-відбувайла, навіть через три роки після арешту у всесоюзній пресі продовжуються «викривання».
1940 року арештований вдруге. Провів у таборах майже двадцять п'ять років, був і в Озерлагу.
Відразу після виходу на свободу захворів та потрапив до лікарні. Його дружина, Ольга Улицька, отримує листа про те, що чоловіка випустили, але він дуже хворий лежить у лікарні. Улицька привезла його в Кишинів і виходила. На волю вийшов зусиллями актора М. К. Черкасова.
Дружина домагалася реабілітації чоловіка. Одним із свідків, яких підтвердив помилковість арешту, був Олександр Довженко.
29 жовтня 1956 року Гавронський був повністю реабілітований.
В останні дні життя його відвідувало багато людей. Одна його учениця згадувала, що «він умер, як і жив, оточений людьми».

## Творчий доробок
Зрежисував фільми:
- 1927 — «Коло».
- 1928 — «Кривий Ріг»,
- 1928 — короткометражний «Міст через Вип»,
- 1929 — «Темна пляма», сценарист,
- 1929 — «Темне царство»,
- 1930 — «Справжнє життя»,
- 1930 — «Кривоніжка»,
- 1933 — «Кохання».